# Перонна (кантон)
Перонна (фр. Péronnas) — кантон во Франции, находится в регионе Рона — Альпы, департамент Эн. Входит в состав округа Бурк-ан-Брес.
Код INSEE кантона — 0139. Всего в кантон Перонна входят 8 коммун, из них главной коммуной является Перонна.

## Коммуны кантона
| Коммуна                | Население, чел | Почтовый индекс | Код INSEE |
| ---------------------- | -------------- | --------------- | --------- |
| Лан                    | 1145           | 01240           | 01211     |
| Монраколь              | 619            | 01310           | 01264     |
| Монтанья               | 1421           | 01250           | 01254     |
| Перонна                | 5534           | 01960           | 01289     |
| Сен-Жюст               | 789            | 01250           | 01369     |
| Сен-Реми               | 813            | 01310           | 01385     |
| Сент-Андре-сюр-Вьё-Жон | 965            | 01960           | 01336     |
| Серва                  | 914            | 01960           | 01405     |

## Население
Население кантона на 1999 год составляло 12 200 человек.
| 1962  | 1968  | 1975  | 1982  | 1990   | 1999   | 2006 | 2007 |
| ----- | ----- | ----- | ----- | ------ | ------ | ---- | ---- |
| 4 598 | 5 394 | 7 096 | 9 837 | 11 259 | 12 200 | -    | -    |